# Bujumbura
Bujumbura (francoska izgovorjava: [buʒumbuʁa]) je mesto v Burundiju in s približno pol milijona prebivalcev (po popisu leta 2008) največje mesto te vzhodnoafriške države. Do leta 2019 je bilo tudi glavno mesto Burundija, nato pa se je vlada preselila v kraj Gitega.
Stoji ob severnem robu Tanganjiškega jezera in je pomembno pristanišče za izvoz kmetijskih pridelkov ter kositra. V samem mestu je razvita lahka industrija. Točno število prebivalcev je težko oceniti zaradi medetničnih napetosti med Hutujci in Tutsiji, ki se občasno sprevržejo v spopade, poleg tega ga občasno preplavijo begunci z nemirnega podeželja in sosednje Ruande. Posledično je v mestu zelo očitna segregacija med elito, ki stanuje na vzpetinah na vzhodu mesta, ter prenaseljenimi revnimi predeli v nižini.
Do konca 19. stoletja je bila na tem območju le vasica z imenom Usumbura, v današnji obliki je mesto nastalo leta 1899 kot vojaška postojanka v sklopu protektorata Nemška vzhodna Afrika. Po propadu Nemškega cesarstva ob koncu prve svetovne vojne je Bujumbura postala glavno mesto teritorija Ruanda-Urundi, ki je pripadlo Belgiji. V tem času se je razvila v gospodarsko in politično središče, na račun rodovitnih kmetijskih območij v zaledju in prometnih povezav s sosednjimi ozemlji prek Tanganjiškega jezera. Ta status je obdržala tudi po osamosvojitvi Burundija leta 1962. Mesto skupaj s preostankom države so občutno prizadeli spopadi med vojsko, v kateri prevladujejo Tutsiji, in hutujskimi milicami; medetnične napetosti trajajo že desetletja.